# پهلوان تش
پهلوان تش (به لاتین: Pahlavan Tash) یک منطقهٔ مسکونی در افغانستان است که در ولایت بغلان واقع شده‌است.